# Chapelle Saint-Jean d'Antibes
La chapelle Saint-Jean est une chapelle située route Saint-Jean à Antibes dans le département français des Alpes-Maritimes.

## Historique
C'est une des plus anciennes chapelles d'Antibes. Elle a été une ancienne dépendance de l'abbaye de Lerins. Elle appartenait à la confrérie de Saint-Jean-Baptiste et Notre-Dame-de-la-Garde. La chapelle a été construite au XVIIe siècle. La forme octogonale de la partie de la chapelle derrière l'autel fait supposer que la chapelle a été reconstruite à côté d'un ancien baptistère mérovingien.
La propriété de Saint-Jean est acquise en 1765 par le sieur Cauvin. Il marie dans la chapelle sa fille avec Henri Guide, officier dans le régiment de Grenadiers Royaux du Languedoc. Le 25 janvier 1796, la chapelle, vendue comme bien national, est acquise par Henri Guide.
Cette chapelle fait l’objet d’une inscription au titre des monuments historiques depuis le 14 décembre 1989.